# كأس الاتحاد الكوري الجنوبي 1996
كأس الاتحاد الكوري الجنوبي 1996 (هانغل: FA컵 1996) هو موسم من كأس الاتحاد الكوري الجنوبي. كان عدد الأندية المشاركة فيه 16، وفاز فيه بوهانغ ستيلرز.